# Eurovision Young Musicians 2026
Der 22. Eurovision Young Musicians soll 2026 in Jerewan, Armenien stattfinden.

## Austragungsort
Am 21. Oktober 2024 gab die Europäische Rundfunkunion (EBU) bekannt, dass der Eurovision Young Musicians 2026 vom öffentlich-rechtlichen Sender ARMTV ausgetragen werden soll. Es wäre dies die erste Austragung des Eurovision Young Musicians in Armenien.

## Teilnehmer
Am 29. Dezember 2024 gab die EBU bekannt das, wie auch 2024, die Teilnehmerzahl beschränkt sein soll. Die genaue Anzahl wird noch festgelegt.
Bisher hat lediglich Armenien als Gastgeber seine Teilnahme bestätigt.
| Land     | Sender | Nationaler Vorentscheid |
| -------- | ------ | ----------------------- |
| Armenien | ARMTV  |                         |

## Mögliche Teilnehmer
Um am Wettbewerb teilnehmen zu können, muss eine teilnehmende Rundfunkanstalt entweder Vollmitglied in der EBU sein oder als assoziiertes Mitglied eingeladen werden. Schottland und Wales wären dann teilnahmeberechtigt, wenn das Vereinigte Königreich nicht teilnehmen würde, da dieses ein Vorrecht auf die Teilnahme besitzt.

### EBU-Mitglieder
- Bosnien und Herzegowina: Die bosnische Rundfunkanstalt BHRT steht seit 2016 aufgrund ausstehender Zahlungen unter Sanktionen der EBU und ist deshalb von deren Programmen, darunter auch dem Eurovision Young Musicians, ausgeschlossen.  Der Grund des Geldmangels liegt darin, dass RTRS seit 2017 seiner gesetzlichen Pflicht nicht nachkommt, 50 % des Rundfunkbeitrags in der Republika Srpska an BHRT zu überweisen.[4] Im Dezember 2024 wurden die Schulden mit 9 Millionen Schweizer Franken (knapp 10 Millionen Euro) beziffert.[5] Die ehemalige Delegationsleiterin des Senders Lejla A. Babović erklärte im Mai 2025 in einem Interview, dass sie eine Teilnahme des Senders am Eurovision Song Contest 2026 für möglich halte, wenn dieser die Schulden bis November 2025 abbezahle.[6] Somit wäre auch eine Teilnahme am EYM 2026 möglich.
- Slowakei: Am 21. Juni 2024 wurde bekannt gegeben, dass die slowakische Regierung den Sender Rozhlas televízia Slovenska (RTVS) am 1. Juli schließen und durch einen neuen Sender mit dem Namen Slovenská televízia a rozhlas (STVR) ersetzt werden.[7]  Ein Debüt der Slowakei wäre daher unwahrscheinlich, da unter anderem unklar war, ob STVR die EBU-Mitgliedschaft von RTVS übernehmen kann oder ob STVR zunächst der EBU beitreten muss. Nach dem Start des Senders wurde jedoch bekannt, dass er Vollmitglied der EBU sein wird, was bedeutet, dass ein Rückkehr zum EYM im Jahr 2026 nicht unmöglich wäre.

### Weitere Länder
| Teilnehmerländer 2024                                                                                            | Ehemalige Teilnahmeländer                                                                                    | Ehemalige Teilnahmeländer                                                                                          | Ehemalige Teilnahmeländer                                                                               | Teilnahmeberechtigte Länder                                                             | Andere EBU-MItglieder                                                |
| --- | --- | --- | --- | --------------------------------------------------------------------------------------- | -------------------------------------------------------------------- |
| - Belgien - Deutschland - Frankreich - Norwegen - Österreich - Polen - Schweden - Schweiz - Serbien - Tschechien | - Albanien - Bulgarien - Dänemark - Estland - Finnland - Georgien - Griechenland - Irland - Israel - Italien | - Kroatien - Lettland - Litauen - Malta - Moldau - Niederlande - Nordmazedonien - Portugal - Rumänien - San Marino | - Schweiz - Serbien - Slowenien - Spanien - Türkei - Ukraine - Ungarn - Vereinigtes Königreich - Zypern | - Andorra - Aserbaidschan - Island - Marokko - Monaco - Montenegro - Schottland - Wales | - Ägypten - Algerien - Jordanien - Libanon - Tunesien - Vatikanstadt |

## Absagen

### Kein EBU-Mitglied und daher keine Rückkehr zum Wettbewerb
| Land     | Grund und Bemerkung | letztmalige Teilnahme |
| -------- | --- | --------------------- |
| Belarus  | Am 1. Juli 2021 beendete die EBU die Mitgliedschaft des belarussischen Staatsfernsehens BTRC. Da diese Suspendierung der Sender am 1. Juli 2024 abläuft, ist eine Teilnahme des Landes möglich, sofern die Sperre durch die EBU nicht verlängert wird. Schlussendlich befand sich Belarus nicht auf der Teilnehmerliste.                 | 2012                  |
| Russland | Am 26. Februar 2022 traten die russischen Staatssender Rossija 1, WGTRK und Radio Dom Ostankino als Reaktion auf den Ausschluss vom Eurovision Song Contest 2022 ihrerseits aus der EBU aus. Am 26. Mai 2022 wurden dann sämtliche russische Sender aus der EBU ausgeschlossen. Eine Teilnahme am Wettbewerb ist deshalb ausgeschlossen. | 2018                  |